# Equació de Leeson
L'equació de Leeson és una expressió empírica que descriu l'espectre de soroll de fase d'un oscil·lador.
Expressió de Leeson per al soroll de fase de banda lateral única (SSB) en dBc/Hz (decibels relatius al nivell de sortida per hertz) i augmentat per al soroll de parpelleig: 
{\displaystyle L(f_{\text{m}})=10\log {\bigg [}{\frac {2FkT}{P_{s}}}{\bigg (}{\bigg (}{\frac {f_{0}}{2Q_{\text{l}}f_{\text{m}}}}{\bigg )}^{2}+1{\bigg )}{\bigg (}{\frac {f_{\text{c}}}{f_{\text{m}}}}+1{\bigg )}{\bigg ]}}
on f0 és la freqüència de sortida, Ql és el factor de qualitat carregat, fm és el desplaçament de la freqüència de sortida (Hz), fc és la freqüència de tall 1/f, F és el factor de soroll de l'amplificador, k és la constant de Boltzmann, T és la temperatura absoluta i Ps és la potència disponible a l'entrada de l'amplificador de suport.
Sovint hi ha malentesos al voltant de l'equació de Leeson, fins i tot als llibres de text. Al document de 1966, Leeson va afirmar correctament que " Ps és el nivell de senyal a l'entrada de l'element actiu de l'oscil·lador" (sovint es coneix com a potència a través del ressonador, en sentit estricte és la potència disponible a l'entrada de l'amplificador). F és el factor de soroll del dispositiu, però això s'ha de mesurar al nivell de potència de funcionament. El malentès comú, que Ps és el nivell de sortida de l'oscil·lador, pot resultar de derivacions que no són completament generals. El 1982, WP Robins (publicació de l'IEE "Phase noise in signal source") va demostrar correctament que l'equació de Leeson (en el -20 dB/decada regió) no és només una regla empírica, sinó un resultat que es desprèn d'una anàlisi lineal d'un circuit oscil·lador. Tanmateix, una restricció utilitzada al seu circuit era que la potència de sortida de l'oscil·lador era aproximadament igual a la potència d'entrada del dispositiu actiu.
L'equació de Leeson es presenta de diverses formes. A l'equació anterior, si fc s'estableix a zero, l'equació representa una anàlisi lineal d'un oscil·lador de retroalimentació en el cas general (i el soroll de parpelleig no s'inclou), és per això que Leeson és més reconegut, mostrant un -20 dB/dècada de pendent de freqüència offset. Si s'utilitza correctament, l'equació de Leeson ofereix una predicció útil del rendiment de l'oscil·lador en aquest rang. Si s'inclou un valor de fc, l'equació també mostra un ajustament a la corba per al soroll de parpelleig. La fc un amplificador depèn de la configuració real utilitzada, perquè la retroalimentació negativa de radiofreqüència i de baixa freqüència pot tenir un efecte fc. Per tant, per obtenir resultats precisos fc s'ha de determinar a partir de mesures de soroll afegits a l'amplificador mitjançant RF, amb la configuració real del circuit que s'utilitzarà a l'oscil·lador.
L'evidència que Ps és la potència d'entrada de l'amplificador (sovint contradiu o molt poc clar als llibres de text) es pot trobar a la derivació en una lectura posterior que també mostra resultats experimentals, "Enrico Rubiola, The Leeson Effect" també ho mostra d'una forma diferent.